# Make Love, Not Warcraft
«Make Love, Not Warcraft» (англ. Кохайтеся, а не грайте у Warcraft) — восьмий епізод десятого сезону американського анімаційного телесеріалу «Південний парк», загалом 147-й за рахунком. Вперше вийшов в ефір на телеканалі Comedy Central у США 4 жовтня 2006 року. Назва епізоду є грою слів, що відсилає до гасла контркультури 1960-х років «Make love, not war». За сюжетом, Картмен, Кайл, Стен і Кенні захоплено грають у популярну багатокористувацьку онлайн-гру World of Warcraft. Коли в грі з’являється надпотужний гравець, який вбиває інших користувачів, герої починають щоденно тренуватись, щоби перемогти його.
Епізод написав і зрежисував співтворець серіалу Трей Паркер. У 2015 році він разом із Меттом Стоуном назвав цю серію третьою улюбленою в усій історії «Південного парку».
Серія здобула високу оцінку критиків, які відзначили влучну пародію на ґік-культуру та використання техніки машиніми. Багатьма глядачами та оглядачами «Make Love, Not Warcraft» вважається однією з найкращих серій серіалу. Крім того, епізод отримав премію Primetime Emmy в номінації «Найкраща анімаційна програма (тривалістю менше однієї години)» — ставши першим твором у стилі машиніми, що був ушанований цією нагородою.

## Сюжет
У грі World of Warcraft героїв Картмена, Кайла, Стена й Кенні постійно вбиває гравець-ґрифер — огрядний чоловік середнього віку, якого навіть розробники не можуть зупинити через його надвисокий рівень. Щоб перемогти його, хлопці вирішують самі «прокачатися»: протягом двох місяців вони грають по 21 годині на добу, перетворюючись на змучених, огрядних і прищавих ґеймерів. Коли вони досягають потрібного рівня, керівництво Blizzard передає їм легендарну зброю — Меч Тисячі істин. Озброївшись, хлопці вступають у виснажливу 17-годинну битву з ґрифером і зрештою перемагають. Інші гравці вшановують їх як героїв. Та замість святкувань Картмен просто каже: «А тепер нарешті можемо пограти».

## Випуск
Епізод «Make Love, Not Warcraft», разом з іншими тринадцятьма серіями десятого сезону, був випущений у США на тридисковому DVD-бокс-сеті 21 серпня 2007 року. До видання увійшли короткі аудіокоментарі творців серіалу Трея Паркера та Метта Стоуна до кожного епізоду.

## Сприйняття
Епізод отримав схвальні відгуки. Портал IGN оцінив його на 9,3 з 10, назвавши «однією з найсмішніших серій за всю історію шоу». Прем’єрний показ на телебаченні зібрав 3,4 мільйона глядачів, більшість із яких були віком від 18 до 49 років. Це зробило серію найрейтинговішою прем’єрою середини сезону на Comedy Central з 2000 року. Втім, найвищі показники десятого сезону належать його першій серії — «The Return of Chef», яку переглянуло понад 3,5 мільйона осіб. У 2007 році епізод здобув премію Primetime Emmy у категорії «Найкраща анімаційна програма (тривалістю менше однієї години)». У 2011 році фанати обрали його найкращим епізодом у великому голосуванні в рамках акції Year of the Fan на iTunes.